# Notiophilus obscurus
Notiophilus obscurus är en skalbaggsart som beskrevs av Henry Clinton Fall. Notiophilus obscurus ingår i släktet Notiophilus och familjen jordlöpare. Inga underarter finns listade i Catalogue of Life.